# كلود س. هوبكينز
كلود س. هوبكينز (بالإنجليزية: Claude C. Hopkins)‏ هو صانع إعلانات ‏ أمريكي، ولد في 14 يناير 1866، وتوفي في 22 سبتمبر 1932 في سبرينغ ليك في الولايات المتحدة.